# Xianning
Xianning (咸宁 ; pinyin : Xiánníng) est une ville du sud-est de la province du Hubei en Chine.

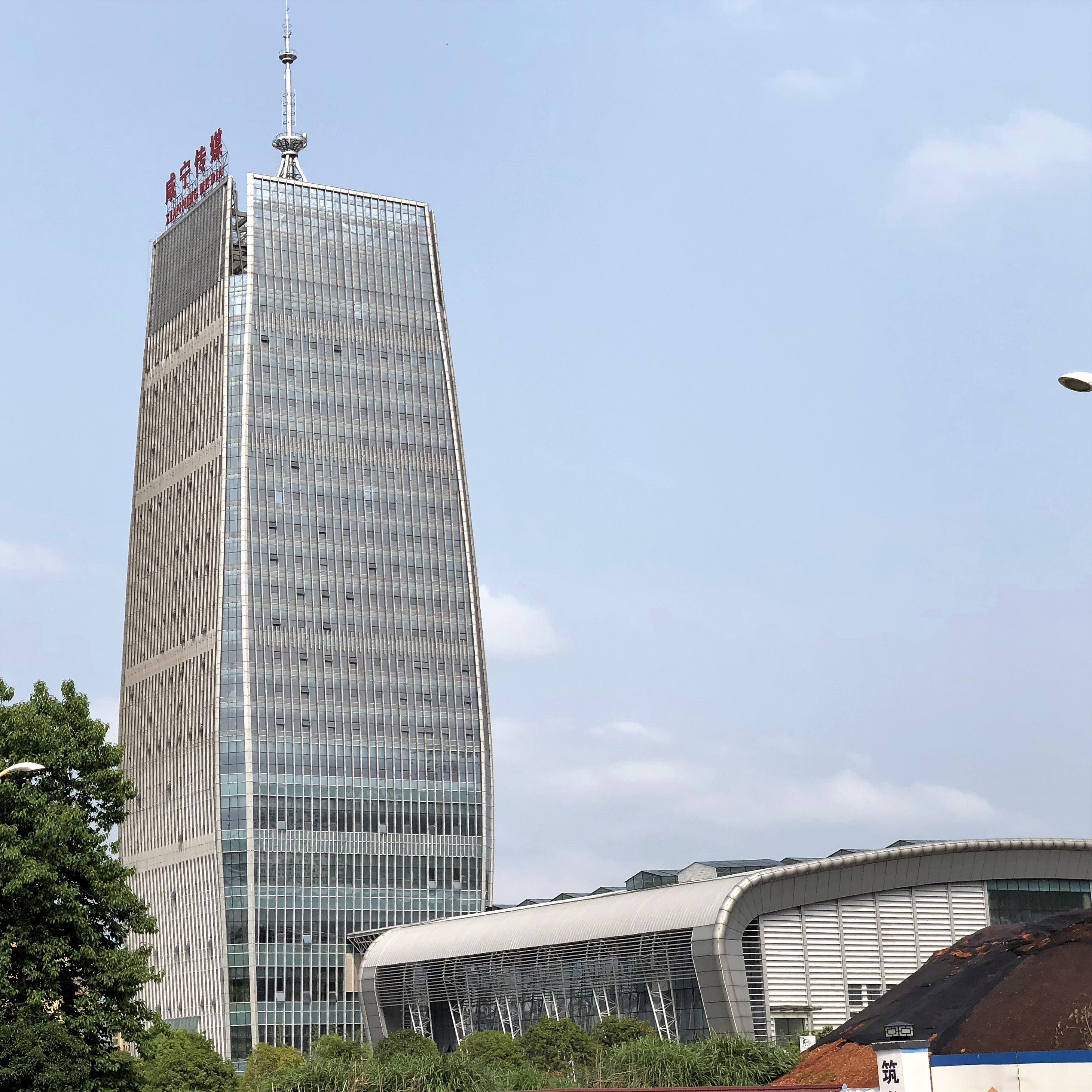
Tour des médias d'Anning

## Subdivisions administratives
La ville-préfecture de Xianning exerce sa juridiction sur six subdivisions - un district, une ville-district et quatre xian :
- le district de Xian'an - 咸安区 Xián'ān Qū ;
- la ville de Chibi - 赤壁市 Chìbì Shì ;
- le xian de Jiayu - 嘉鱼县 Jiāyú Xiàn ;
- le xian de Tongcheng - 通城县 Tōngchéng Xiàn ;
- le xian de Chongyang - 崇阳县 Chóngyáng Xiàn ;
- le xian de Tongshan - 通山县 Tōngshān Xiàn.